# Viking II
Das Passagier- und Frachtschiff Viking II war ein kombiniertes Passagier- und RoRo-Fährschiff. Als Windward II kollidierte es am 2. April 2011 auf seiner Schleppreise zur Verschrottung mit dem Ölbohrschiff Petrosaudi Saturn und sank danach.

## Geschichte
Die norwegische Reederei Otto Thoresen übernahm das Schiff 1964 als zweites einer Dreierserie von kombinierten Passagier- und Autofähren, die bei Kaldnes Mekaniske Verksted in Tønsberg und Orenstein-Koppel in Lübeck entstanden. Das Schiff wurde von der Otto Thoresen Shipping Company auf mehreren Routen eingesetzt.
Zunächst verband die Viking II Southampton und Cherbourg später fuhr sie auch ab Southampton nach Le Havre sowie zwischen Tilbury und Antwerpen. Ab 1968 arbeitete Thoresen mit Townsend Car Ferries in Dover zusammen und übertrug die Viking II auf die Thoresen Car Ferries, für die sie von Dover nach Seebrügge und später auch erneut auf den Linien von Southampton nach Cherbourg und Le Havre eingesetzt wurde. Anfang der 1970er Jahre charterte die Stena Line in Göteborg das Schiff und setzte es ohne Umbenennung zwischen Göteborg und Frederikshavn ein. Ab 1974 diente die Fähre in Charter der Reederei Lion Ferry in Halmstad auf der Linie Varberg-Grenå. 1976 erwarb Lloyds Leasing aus London das Schiff, welches als Earl William bis 1986 für Sealink und Sealink British Ferries auf wechselnden Linien von Portsmouth, Weymouth und Cherbourg nach St. Peter auf Guernsey und Saint Helier auf Jersey fuhr.
Nach Aufliegezeiten in Weymouth und auf dem River Fal diente das Schiff als Flüchtlingsunterkunft in Harwich, wo es am 16. Oktober 1987 im Orkan von der Vertäuung gerissen und auf Grund getrieben wurde.
Nach einer Reparaturzeit bediente die Earl William die Linien Liverpool nach Dun Laoghaire, Belfast nach Liverpool, Folkestone nach Boulogne sowie zwischen Holyhead und Dun Laoghaire.
1992 kaufte die Ardonis Shipping Company das Schiff und kürzte den Namen zunächst auf William. Ab 1992 diente das Schiff als Pearl William für Neptunus Lines zwischen Bari, Igoumenitsa, Brindisi und Patras, ab 1993 dann für European Seaways im Mittelmeer auf verschiedenen Routen zwischen Bari, Brindisi, Igoumenitsa, Piræus und Cesme. 1996 wurde das Fährschiff an die P&L Ferries Shipping Company in Valletta veräußert, die es als Mar-Julia zuerst Igoumenitsa und Bari und später Thessaloniki, Istanbul und Odessa einsetzte. Schon 1997 erwarb die Gesellschaft Lucky Shipping aus Kingstown das Schiff, vercharterte es an die Reederei Stern Lines, die es als Cesme Stern bis zum Jahr 2000 zwischen Bari und Cesme einsetzte. 2000 kaufte die Windward Lines aus Kingstown das Schiff, taufte es in Windward II um und legte es in Bari auf. Ab 2003 fuhr das Schiff dann zwischen Kingstown, Port Of Spain und La Guira, ab 2006 nochmals zwischen Trinidad und Tobago.

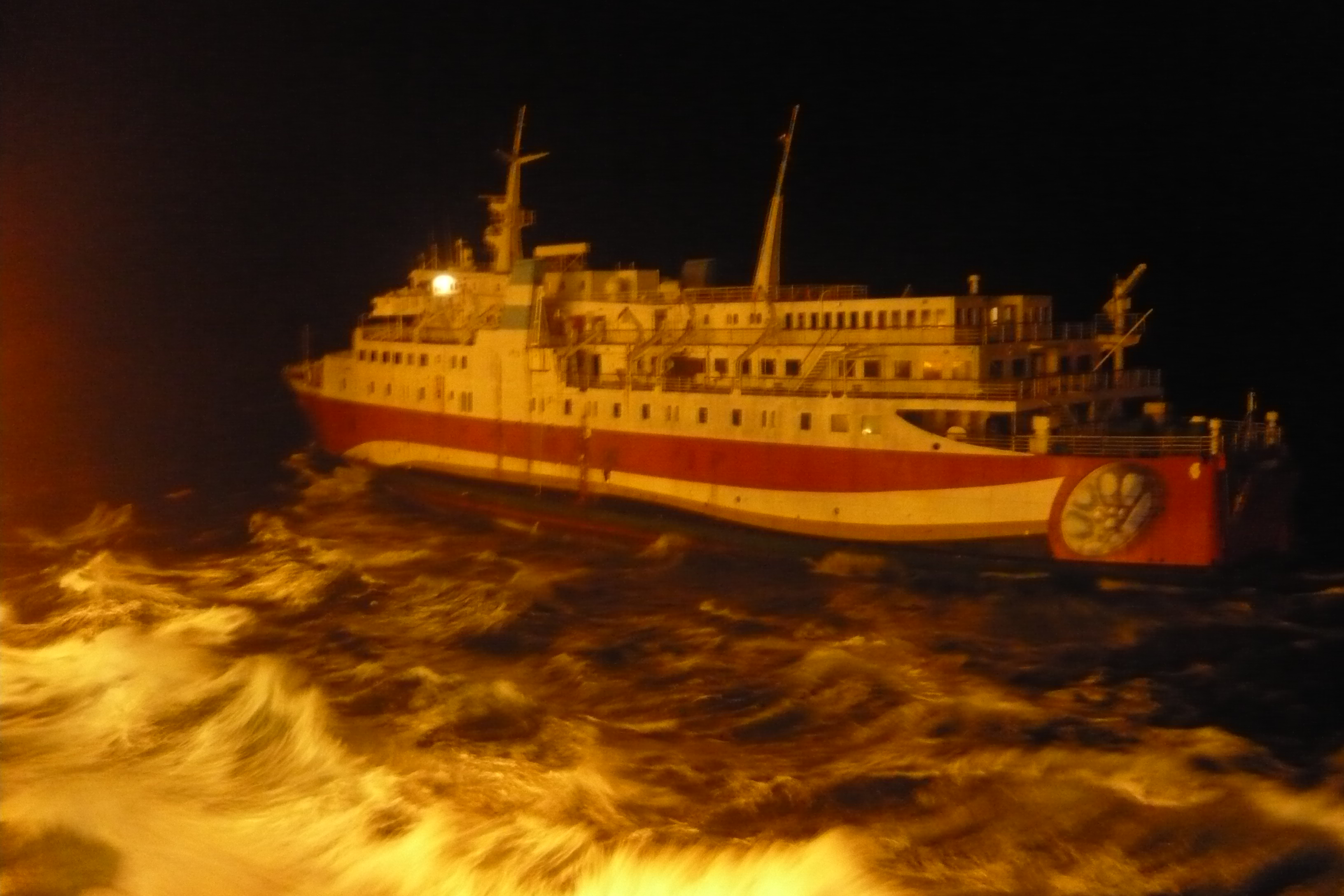
Die Windward II während der Kollision

Nach einem Umbau wurde es ab 2007 als Hotelschiff in Chaguaramas verwendet und unter dem Namen Ocean Pearl vermarktet. Auf einer Schleppreise von Nassau nach San Domingo zur Verschrottung kollidierte die Windward II am 2. April 2011 mit dem Ölbohrschiff Petrosaudi Saturn und sank daraufhin.